# برايان واترس
برايان واترس (بالإنجليزية: Brian Waters)‏ هو لاعب كرة قدم أمريكية أمريكي، ولد في 18 فبراير 1977 في وكساهاتشي في الولايات المتحدة.

## وصلات خارجية
- برايان واترس على موقع مرجع كرة القدم المحترفة.كوم (الإنجليزية)